# Muixeranga de Segària
La Muixeranga de Segària és una muixeranga fundada a la tardor de 2021. Té la seua seu a Beniarbeig, encara que estàn formats per membres de tota la Marina Alta. Pren el seu nom de la Serra de Segària. El seu uniforme està format per camisa roja bordeus, acompanyat de faixa i pantaló negre. Dins de la Muixeranga de Segària han creat una secció infantil, la Muixeranga de Segarieta, la primera colla completament infantil.
Des de la seua primera actuació l'1 d’octubre de 2021, a la inauguració de l’auditori de Beniarbeig, ha actuat en diversos municipis del País Valencià, així com també a Catalunya, als municipis de Montblanc i Terrassa. Ha assolit figures de quatre alçades i forma part de la Federació Coordinadora de Muixerangues.